# Orso di Toul
Orso di Toul, in lingua francese Ours de Toul (latino Ursus) (V secolo – Toul, 500), è stato un vescovo francese.

## Biografia
Fu eletto vescovo di Toul verso il 490. Quando Clodoveo I invase la Gallia Orso lo accolse durante il suo passaggio da Toul nel 496. Egli incaricò uno dei suoi preti, san Vedasto, di convertire il sovrano. Morì verso il 500 e la sua salma venne inumata nella chiesa di Saint-Mansuy de Fontenoy-le-Château.

## Culto
Venerato come santo, la sua memoria liturgica era stabilita anticamente il 4 settembre, ma oggi essa è fissata al 1º marzo.